# مرابحة

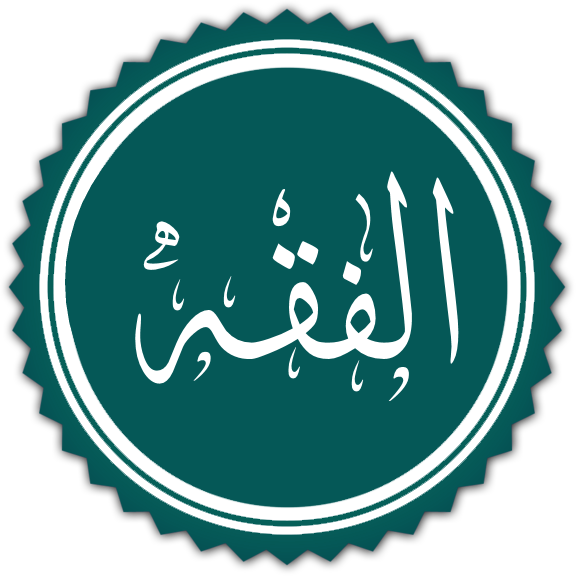

المرابحة في اللغة: تحقيق الربح، وفي الاصطلاح: «نقل ما ملكه بالعقد الأول بالثمن الأول مع زيادة ربح» (وهذا يعني البيع بزيادة على الثمن الأول). فالمرابحة تعتبر من بيوع الأمانات التي تعتمد على اخبار المشتري بثمن السلعة وتكلفتها التي قامت على البائع ومما هي زيادته عليها، ففيها يقوم صاحب السلعة (البائع) بتعريف المشتري بكم اشتراها، ويأخذ من المشتري ربحا اما على الجملة، مثلا ان يقول اشتريتها بخمسة وتربحني دينارا، وإما على التفصيل: بان تقول له تربحني درهمين على على دينار

## الألفاظ ذات الصلة
أ. التولية: نقل ما ملكه بالعقد الأول بالثمن الأول من غير زيادة ربح والصلة بين المرابحة والتولية أم كليهما من بيوع الأمانات
ب. الوضعية: البيع بمث الثمن الأول مع نقصان شيء معلوم منه (أي من الثمن الأول). ويقال لها أيضا المواضعة والمخاسرة والمحاطة، فهي مضادة للمرابحة

## الحكم التكليفي للمرابحة
ذهب جمهور العلماء إلى جواز المرابحة ومشروعيتها لقوله تعالى: «وأحلّ اللهُ البيع»، والمرابحة وكما يذهب جمهور العلماء بيع بالتراضي بين طرفين، فالبيع مطلقا بشروطه المعلومة هو دليل جوازها. وبما أن المرابحة هي بيع بثمن معلوم، وربح معلوم، فجاز الشرع البيع به.

## شروط المرابحة
يشترط في بيع المرابحة ما يشترك في كل البيوع مع إضافة شروط أخرى تتناسب مع طبيعة هذا النوع من العقود وهي:
شروط الصيغة: بحيث يشترط في صيغة المرابحة ما يشترك في كل عقد وهي ثلاثة شروط: وضوح دلالة الإيجاب والقبول، وتطابقهما، واتصالهما.

## شروط صحة المرابحة
1. سلامة العقد، أن يكون العقد صحيحا، فإن كان فاسدا، لم يجز بيع المرابحة، لأن المرابحة بيع بالثمن الأول مع زيادة الربح.
2. العلم بالثمن، فيشترط ان يكون الثمن الأول معلوما للمشتري الثاني، لأن العلم بالثمن شرط في صحة البيوع، فإذا لم يعلم الثمن الأول فسد العقد. 3.
3. رأس المال، أن يكون رأس المال من ذوات الأمثال، أي أن رأس المال إما أن يكون مثلياً كالمكيلات والموزونات والعدديات المتقاربة، أو يكون قيمياً لا مثل له كالعدديات المتفاوتة.